# Zentrum für transdisziplinäre Geschlechterstudien

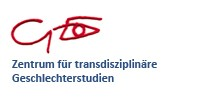
Logo des Zentrums für transdisziplinäre Geschlechterstudien (ZtG)

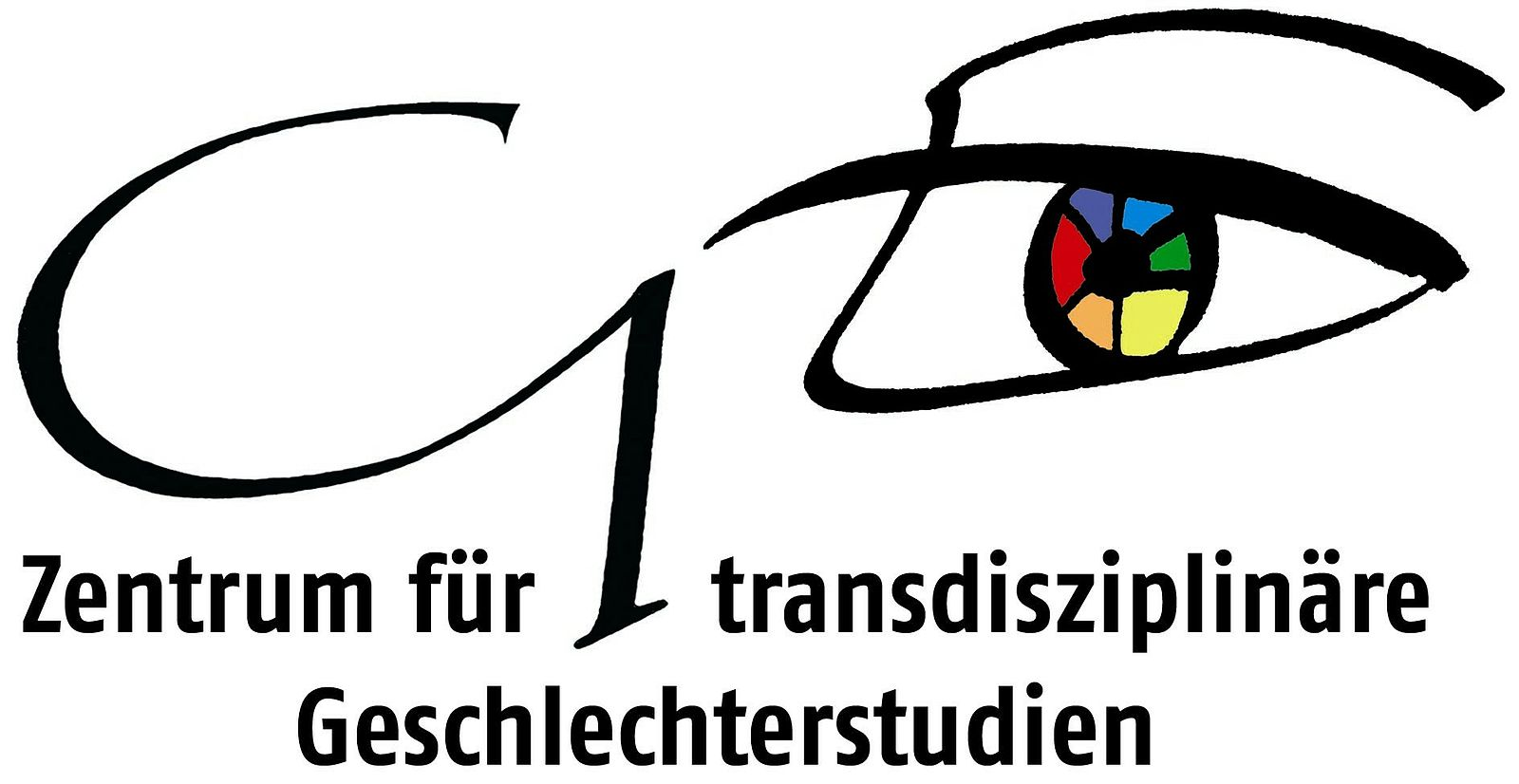
Alte Logo-Version des Zentrums für transdisziplinäre Geschlechterstudien (ZtG)

Das Zentrum für transdisziplinäre Geschlechterstudien (ZtG) der Humboldt-Universität zu Berlin (HU) koordiniert Forschung und Lehre im Bereich der Gender Studies in allen beteiligten Fachdisziplinen der HU. Es bildet unter anderem das Dach für den transdisziplinären Master-Studiengang Geschlechterstudien/Gender Studies sowie den Bachelor-Studiengang als Zweit- und Beifach. Das Zentrum bündelt, was für eine wissenschaftlich fundierte Auseinandersetzung mit Fragen der Geschlechterverhältnisse unverzichtbar ist, verschiedene wissenschaftliche Disziplinen, unterschiedliche Akteure des Wissens und der Wissensvermittlung und vielfältige Formen der Auseinandersetzung mit der Kategorie Geschlecht in allen theoretischen und gesellschaftlich-praktischen Feldern. Es organisiert den fächerübergreifenden Dialog zwischen Lehrenden, Forschenden und Studierenden und ermöglicht berlinweite, überregionale und internationale Kooperationen. Von 2005 bis 2013 arbeitete das von der Deutschen Forschungsgemeinschaft (DFG) geförderte Graduiertenkolleg „Geschlecht als Wissenskategorie“ sehr erfolgreich unter dem Dach des ZtG. Das ZtG beherbergt eigene Forschungsprojekte und unterstützt bei der Einwerbung von Mitteln zur Forschungsförderung. Es veranstaltet wissenschaftliche Tagungen, Kolloquien, Ringvorlesungen, Diskussionsforen und Ausstellungen. Das ZtG unterstützt Studierende und Lehrende durch vielfältige Serviceleistungen, insbesondere durch die Ressourcen der Genderbibliothek und den PC-Pool am ZtG.
2016 gründete das ZtG gemeinsam mit dem Margherita-von-Brentano-Zentrum an der Freien Universität Berlin und dem Zentrum für interdisziplinäre Frauen- und Geschlechterforschung an der Technischen Universität  Berlin das Open-Access-Repositorium GenderOpen, um Publikationen und andere Wissensbestände der Geschlechterforschung dauerhaft frei zugänglich zu machen und nachhaltig zu sichern.

## Geschichte und Entwicklung
Das Zentrum für transdisziplinäre Geschlechterstudien wurde 2003 als wissenschaftliche Einrichtung an der Philosophischen Fakultät III der HU eingerichtet (seit 2014 Kultur-, Sozial- und Bildungswissenschaftliche Fakultät) und ist aus dem 1989 gegründeten Zentrum für interdisziplinäre Frauenforschung (ZiF) und dem 1997 eingeführten Magister-Studiengang hervorgegangen.
1989 fanden sich Im ZiF Wissenschaftlerinnen zusammen, die sich schon seit über 10 Jahren um die Erarbeitung und Etablierung feministischer Forschungsansätze an der HU bemüht hatten. Anfang der 90er-Jahre gelang es den aktiven Wissenschaftlerinnen im Zuge der Neustrukturierung der ostdeutschen Hochschulen an der Humboldt-Universität, die Frauen- und Geschlechterforschung in verschiedenen Fächern zu verankern. Aufbauend darauf wurde der Studiengang Geschlechterstudien 1997 als erster Magisterhauptfachstudiengang in Deutschland eingerichtet.
2003 wurde mit Mitteln des Bundesministeriums für Familie, Senioren, Frauen und Jugend das GenderKompetenzZentrum und im Jahr 2005 das von der DFG geförderte Graduiertenkolleg Geschlecht als Wissenskategorie etabliert.
Das GenderKompetenzZentrum (2003–2010, Vorläufer der gleichnamigen Einrichtung des gemeinnützigen Vereins Gender/Queer e. V.) war als anwendungsorientierte Forschungseinrichtung mit beratender Funktion, die Gleichstellung als Querschnittsaufgabe bestimmt und die Umsetzung von Gender Mainstreaming insbesondere in die Verwaltungspraxis unterstützt, als Drittmittelprojekt am Lehrstuhl für Öffentliches Recht und Geschlechterstudien angesiedelt.
Das Graduiertenkolleg Geschlecht als Wissenskategorie (2005–2013) ermöglichte es 13 Doktoranden und zwei Postdoc-Stipendiaten fächerübergreifend die Funktionen der Kategorie Geschlecht für die Strukturierung des Wissens zu untersuchen. Es diente so der Förderung des in Berlin besonders hohen Potenzials an wissenschaftlichem Nachwuchs innerhalb dieses disziplinenübergreifenden Forschungsfelds und trug zur Etablierung der Geschlechterforschung als transdisziplinärem und zugleich eigenständigem Fachgebiet bei.
Im Zuge des Bologna-Prozesses wurde zum Wintersemester 2005 ein Bachelor-Studiengang BA Gender Studies als Zweitfach (60 Studienpunkte) und Beifach (20 Studienpunkte) eingerichtet. Seit dem Wintersemester 2008/2009 gibt es einen eigenständigen, transdisziplinär ausgerichteten Masterstudiengang (120 Studienpunkte).

## Transdisziplinarität und Vielfalt der Disziplinen
Gender, also Geschlecht in all seiner Komplexität, ist eine grundlegende Organisationsform, die nicht nur alle Lebensbereiche durchdringt, sondern auch Wissen strukturiert. Geschlecht wird weder nur als biologisches Faktum, soziale Rolle noch als Zuschreibung an Einzelpersonen und Gruppen angesehen. Vielmehr zeigt sich Geschlecht in zahlreichen Dimensionen.
Das ZtG beruht auf der Erkenntnis, dass deshalb eine Disziplin allein Geschlechterverhältnisse und die Wirkungen von Gender nicht verstehen kann. Natur-, Geistes- und Sozialwissenschaften müssen zusammengeführt und selbst kritisch rekonstruiert werden, um Gender-Forschung gewinnbringend zu betreiben. Geschlecht ist damit ein genuin transdisziplinäres Themenfeld.
Die Transdisziplinarität der Geschlechterstudien verbindet sich mit der jüngeren Entwicklung der Wissenschaften insgesamt. Die nur komplementäre Ergänzung unterschiedlicher disziplinärer Perspektiven wird nicht selten als unzureichend erkannt. Gerade neuere wissenschaftliche und auch gesellschaftlich relevante Fragestellungen lassen sich heute kaum fachlich oder disziplinär bearbeiten. Genau das prägt auch die Frage nach der Kategorie Geschlecht, ihrer Beschaffenheit, Entstehung, Veränderung und ihren Wirkungen.
Wissenschaftliche Fachkulturen öffnen sich dabei für andere Felder und Fragen, setzen sich anderen Standards, Auffassungen, Methoden und Begriffen aus. Disziplinen können in der transdisziplinären Forschung folglich auch mehr über die eigenen Methoden und Inhalte erfahren. Gleichzeitig profitiert die Geschlechterforschung von der kritischen Reflexion des „Geschlechts“ in verschiedenen Fächern.
Am ZtG der HU beteiligen sich zurzeit über Angebote im Studiengang, gemeinsame Forschungsprojekte und Mitgliedschaften Wissenschaftler aus 17 verschiedenen Fächer- und Fächergruppen. Dazu gehören die Rechts-, Agrar- und Wirtschaftswissenschaften, die Soziologie und Politikwissenschaft, die Erziehungs- und Sportwissenschaften, die Europäische Ethnologie und Geschichtswissenschaft, die Theologie und Religionswissenschaft, die Kulturwissenschaft, Kunstwissenschaft, die Germanistik, Skandinavistik, Anglistik/Amerikanistik, Romanistik, Afrika- und Asienwissenschaften.

## Angebote und Aktivitäten des ZtG
Das ZtG motiviert zum Denken über disziplinäre Grenzen hinweg, fördert fächerübergreifende Forschung durch Vernetzung verschiedener Wissensfelder und stärkt eine wissenschaftskritische Haltung in den Fächern.
Das Zentrum ist ein Ort der Forschung und Lehre zu Bedeutungen, Beschaffenheit, Wirkungen und Veränderungen von „Geschlecht“ in sozialen, kulturellen, politischen, naturwissenschaftlichen, normativen und grundlagentheoretischen Zusammenhängen. Es fördert die Geschlechterstudien in Projekten und in Kooperation mit Einrichtungen und Angehörigen der Humboldt-Universität und Dritten.
Das Zentrum:
- koordiniert den transdisziplinären Studiengang Geschlechterstudien/ Gender Studies und unterstützt die Aktivitäten der Studierenden
- fördert gezielt den wissenschaftlichen Nachwuchs
- schlägt Brücken in unterschiedliche Öffentlichkeiten und unterstützt den Transfer von Wissen um „Geschlecht“ in gesellschaftliche, kulturelle und politische Felder
- fördert inter- und transdisziplinäre Forschungsvorhaben und Publikationen
- ist Anlaufstelle für Lehrende, Forschende und Lernende aus aller Welt
- kooperiert mit Geschlechterforschungszentren in Deutschland, Europa und im angloamerikanischen Raum
- unterstützt fächerübergreifende Kommunikationsstrukturen durch vielfältige forschungsunterstützende Serviceleistungen. Dazu gehören eine Präsenzbibliothek und ein PC-Pool sowie Multimedia-Angebote

## Kooperationen
Das ZtG der HU ist aktives Mitglied in internationalen und nationalen Netzwerken.
Dazu gehören beispielsweise auf nationaler Ebene die regionale „Arbeitsgemeinschaft der Frauen- und Geschlechterforschungseinrichtungen Berliner Hochschulen“ (afg), die „Fachgesellschaft Geschlechterstudien“ sowie die „Überparteiliche Fraueninitiative Berlin – Stadt der Frauen“ (ÜPFI).
Auf internationaler Ebene hat das ZtG von 2003 bis 2009 in dem EU-Projekt-Verbund „Advanced Thematic Network in European Women’s Studies (Athena II und III)“ und der „Association of Institutions for Feminist Education and Research in Europe (AOIFE)“ mitgearbeitet; seit 2009 ist das ZtG Gründungsmitglied der „European Association for Gender Research, Education and Documentation EU“ (ATGENDER).
Seit 2008 ist das ZtG internationaler Kooperationspartner in der schwedischen „Research school in Interdisciplinary Gender Studies – InterGender“. Das ZtG ist Gründungsmitglied in der „International Research Association of Institutions of Advanced Gender Studies“ (RINGS).
Das ZtG arbeitet aktiv mit im Dachverband „Konferenz der Einrichtungen für Frauen- und Geschlechterforschung im deutschsprachigen Raum“ (KEG), im Dachverband der deutschsprachigen Frauen/Lesbenarchive, -bibliotheken und -dokumentationsstellen i.d.a., im „Women Information Network Europe“ (WINE) sowie im „Netzwerk Berliner Lesben-/Frauenarchive und -bibliotheken“.
Die Gründung der afg, der KEG sowie der „Fachgesellschaft Gender Studies“ wurde vom ZtG maßgeblich mit initiiert und vorbereitet.
Auch verschiedene Drittmittel geförderte Forschungs- und lehrbezogene Projekte, an denen das ZtG beteiligt ist, tragen zu der internationalen Vernetzung der am ZtG arbeitenden Wissenschaftler bei.
Eine Vielzahl von kleineren Lehr- und Forschungsprojekten ergeben sich zudem aus der Zusammenarbeit mit verschiedenen Kooperationspartnern, wie dem Programm „Comparative Women’s and Gender Studies in Europe“ des Carlton College und der Summer School, die gemeinsam mit dem College of Law der Chicago DePaul University durchgeführt wird.

## Struktur des ZtG

Struktur des Zentrums für transdisziplinäre Geschlechterstudien

Das ZtG ist als wissenschaftliche Einrichtung (mit Institutsrechten) in der Kultur-, Sozial- und Bildungswissenschaftlichen Fakultät (bis 2014: Philosophische Fakultät III) angesiedelt, arbeitet aber fakultätsübergreifend. Im Zentrum können alle Lehrenden und Studierenden der Humboldt-Universität eine Zweitmitgliedschaft erwerben, die deren Rechte in der Heimatfakultät nicht berührt.
Im Zentrum sind mehrere Gremien aktiv:
- der Zentrumsrat trifft alle grundsätzlichen Entscheidungen des Zentrums
- die fächerübergreifend besetzte Gemeinsame Kommission insbesondere zu Studienfragen
- der Wissenschaftliche Beirat insbesondere zu wissenschaftlichen Forschungsfragen.
- die SprecherInnen des ZtG leiten und verwalten mit Unterstützung der Geschäftsstelle das Zentrum im Rahmen der Entscheidungen und Empfehlungen der Gremien
- die ZtG Geschäftsstelle organisiert und koordiniert die laufende Arbeit des Zentrums[9]

Dem ZtG sind die seit Mitte der 1990er Jahre geschaffenen Gender-Professuren zugeordnet, die nach Bedarf in einem bestimmten Fach angesiedelt werden und deren Lehrkapazität anteilig bzw. vollständig dem Studiengang Geschlechterstudien zur Verfügung stehen. Stand Mai 2019 kommen dabei 17 verschiedene Fächer und Fächergruppen zum Tragen.

## Wissenschaftler im Kontext des ZtG
- Susanne Baer, Professorin für Öffentliches Recht und Geschlechterstudien an der Juristischen Fakultät der Humboldt-Universität und seit 2011 Richterin des Bundesverfassungsgerichts
- Christine Bauhardt, Professorin für das Fachgebiet Gender und Globalisierung
- Christina von Braun war von 2005 bis 2007 Leiterin des Zentrum für transdisziplinäre Geschlechterstudien der Humboldt-Universität

- Astrid Deuber-Mankowsky ist assoziiertes Mitglied des Zentrums für transdisziplinäre Geschlechterstudien und des ICI Berlin.

- Irene Dölling wurde 1989 Mitbegründerin des Zentrums für Interdisziplinäre Frauenforschung (ZIF) und dessen erste wissenschaftliche Leiterin.

- Elke Hartmann Von 2002 bis Februar 2010 lehrte sie als Juniorprofessorin für Alte Geschichte mit besonderer Berücksichtigung der Geschlechtergeschichte an der Humboldt-Universität zu Berlin. Hier war sie auch Mitglied im Zentrum für transdisziplinäre Geschlechterstudien.
- Andreas Kraß, Professor für deutsche Literatur und Mediävistik sowie Gender und Queer Theory

- Hildegard Maria Nickel 2002–2010 Stellvertretende Sprecherin des Zentrums für transdisziplinäre Geschlechterstudien der Humboldt-Universität zu Berlin

- Ulrike Vedder  habilitierte 2009 mit der Arbeit Das Testament als literarisches Dispositiv im 19. Jahrhundert an der TU Berlin. Im selben Jahr wurde sie auf den Lehrstuhl für Neuere deutsche Literatur vom 18. Jahrhundert bis zur Gegenwart / Theorien und Methoden der literaturwissenschaftlichen Geschlechterforschung an der HU Berlin berufen und ist dort u. a. Sprecherin am Zentrum für transdisziplinäre Geschlechterstudien.

- Beate Binder lehrt seit 2008 als Professorin für Europäische Ethnologie und Geschlechterstudien an der Humboldt-Universität Berlin und ist Ko-Sprecherin am ZtG.

## Bibliographie
- Birgit Dahlke: Feierliche Eröffnung des Zentrums für transdisziplinäre Geschlechterstudien am 4. Juli 2003. In: ZtG Bulletin-Info. 27 (2003) 2, ISSN 0947-6822, S. 1–2.
- Irene Dölling: 10 Jahre Zentrum für interdisziplinäre Frauenforschung an der HU. Eine persönliche Rückerinnerung der Anfänge. In: ZtG Bulletin. 19 (1999), ISSN 0947-6822, S. 13–27.
- Hildegard Maria Nickel: Das ZiF. Ein Paradigma der Institutionalisierung von Frauen- und Geschlechterforschung. In: ZtG Bulletin. 19 (1999), ISSN 0947-6822, S. 1–12.
- Anna-Katharina Pelkner: Feministische Wissenschaft und politische Einmischung. Die Geburtsstunde des ZiF der Humboldt-Universität Berlin. In: ZtG Bulletin. 19 (1999), ISSN 0947-6822, S. 28–41.
- Gabriele Jähnert: Dauer im Wechsel. Das Zentrum für interdisziplinäre Frauenforschung (ZiF). In: Zentraleinrichtung zur Förderung von Frauenstudien und Frauenforschung an der Freien Universität Berlin, Zentrum für interdisziplinäre Frauenforschung an der Humboldt-Universität zu Berlin (Hrsg.): Deutsch-österreichisches Treffen der Koordinationsstellen zur Förderung von Frauenstudien und Frauenforschung an den Hochschulen. FU-Berlin, Berlin 1997, ISBN 3-929968-09-6.